# 布兰 (科多尔省)
布兰（法語：Brain，法語發音：[bʁɛ̃]）是法国科多尔省的一个市镇，属于蒙巴尔区。

## 地理
布兰（47°27'48"N, 4°30'23"E）面积4.13 平方千米，位于法国勃艮第-弗朗什-孔泰大區科多尔省，该省份为法国中东部省份，北起奥布省，西接涅夫勒省和约讷省，南至索恩-卢瓦尔省，东南接汝拉省，东临上索恩省，东北部与上马恩省接壤。
与布兰接壤的市镇（或旧市镇、城区）包括：拉罗什瓦诺、阿尔奈苏维托、维勒费里、马里尼勒卡韦。

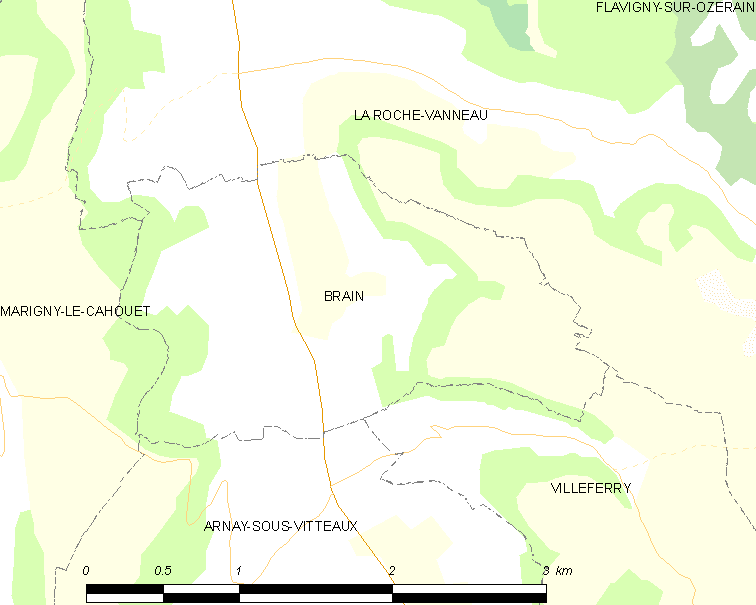
的OSM定位图

布兰的时区为UTC+01:00、UTC+02:00（夏令时）。

## 行政
布兰的邮政编码为21350，INSEE市镇编码为21100。

## 政治
布兰所属的省级选区为欧苏瓦地区瑟米尔县。

## 人口

1962-2008年间人口变化图示

布兰于2022年1月1日时的人口数量为35人。